# Jiangxi Open 2019
Jiangxi Open 2019 byl tenisový turnaj pořádaný jako součást ženského okruhu WTA Tour, který se odehrával v areálu městského Mezinárodní tenisového centra na otevřených dvorcích s tvrdým povrchem DecoTurf. Konal se mezi 9. až 15. zářím 2019 v jihočínském Nan-čchangu jako šestý ročník turnaje.
Turnaj s rozpočtem 250 000 dolarů patřil do kategorie WTA International. Nejvýše nasazenou hráčkou ve dvouhře se opět stala čínská třicátá čtvrtá tenistka světa Čang Šuaj, která ve druhém kole skrečovala krajance Ču Lin. Ta ji tak vyřadila druhý ročník v řadě. Jako poslední přímá účastnice do dvouhry nastoupila 241. hráčka žebříčku Italka Sara Erraniová.
Premiérový singlový titul na okruhu WTA Tour vybojovala 24letá Švédka Rebecca Petersonová. Deblovou trofej si odvezla čínská dvojice Wang Sin-jü a Ču Lin, jejíž členky vyhrály první trofeje na okruhu WTA Tour.

## Distribuce bodů a finančních odměn

### Distribuce bodů
| Soutěž  | vítězky | finalistky | semifinalistky | čtvrtfinalistky | 16 v kole | 32 v kole | Q  | Q2 | Q1 |
| ------- | ------- | ---------- | -------------- | --------------- | --------- | --------- | -- | -- | -- |
| dvouhra | 280     | 180        | 110            | 60              | 30        | 1         | 18 | 12 | 1  |
| čtyřhra | 280     | 180        | 110            | 60              | 1         | —         | —  | —  | —  |

### Finanční odměny
| Soutěž  | vítězky  | finalistky | semifinalistky | čtvrtfinalistky | 16 v kole | 32 v kole | Q2      | Q1    |
| ------- | -------- | ---------- | -------------- | --------------- | --------- | --------- | ------- | ----- |
| dvouhra | 43 000 $ | 21 400 $   | 11 500 $       | 6 175 $         | 3 400 $   | 2 100 $   | 1 020 $ | 600 $ |
| čtyřhra | 12 300 $ | 6 400 $    | 3 435 $        | 1 820 $         | 960 $     | —         | —       | —     |

## Ženská dvouhra

### Nasazení
| Stát                          | Hráčka               | WTA | Nasazení |
| ----------------------------- | -------------------- | --- | -------- |
| Čína                          | Čang Šuaj            | 34. | 1.       |
| Čína                          | Wang Ja-fan          | 50. | 2.       |
| Polsko                        | Magda Linetteová     | 53. | 3.       |
| Kazachstán                    | Jelena Rybakinová    | 69. | 4.       |
| Švédsko                       | Rebecca Petersonová  | 71. | 5.       |
| Švýcarsko                     | Viktorija Golubicová | 75. | 6.       |
| Ukrajina                      | Kateryna Kozlovová   | 76. | 7.       |
| Česko                         | Kristýna Plíšková    | 86. | 8.       |
| Žebříček WTA k 26. srpnu 2019 |                      |     |          |

### Jiné formy účasti
Následující hráčky obdržely divokou kartu do hlavní soutěže:
- Kao Sin-jü
- Liou Fang-čou
- Sün Fang-jing

Následující hráčky postoupily z kvalifikace:
- Gréta Arnová
- Jaqueline Cristianová
- Anna Danilinová
- Jana Fettová
- Giuliana Olmosová
- Peangtarn Plipuečová

### Odhlášení
před zahájením turnaje
- Tímea Babosová → nahradila ji  Dalila Jakupovićová
- Mona Barthelová → nahradila ji  Samantha Stosurová
- Irina-Camelia Beguová → nahradila ji  Sara Erraniová
- Eugenie Bouchardová → nahradila ji  Nina Stojanovićová
- Marie Bouzková → nahradila ji  Wang Sin-jü
- Ivana Jorovićová → nahradila ji  Lara Arruabarrenová
- Světlana Kuzněcovová → nahradila ji  Pcheng Šuaj
- Viktória Kužmová → nahradila ji  Ankita Rainová

### Skrečování
- Monica Niculescuová
- Čang Šuaj

## Ženská čtyřhra

### Nasazení
| Stát                                                                      | Hráčka               | Stát      | Hráčka             | WTA  | Nasazení |
| ------------------------------------------------------------------------- | -------------------- | --------- | ------------------ | ---- | -------- |
| Srbsko                                                                    | Aleksandra Krunićová | Bělorusko | Lidzija Marozavová | 105. | 1.       |
| Čína                                                                      | Pcheng Šuaj          | Čína      | Čang Šuaj          | 120. | 2.       |
| Slovinsko                                                                 | Dalila Jakupovićová  | Austrálie | Jessica Mooreová   | 144. | 3.       |
| Chile                                                                     | Alexa Guarachiová    | Mexiko    | Giuliana Olmosová  | 156. | 4.       |
| Žebříček WTA k 26. srpnu 2019; číslo je součtem umístění obou členek páru |                      |           |                    |      |          |

### Jiné formy účasti
Následující páry obdržely divokou kartu do hlavní soutěže:
- Ťiang Sin-jü /  Tchang Čchien-chuej
- Sun Sü-liou /  Čeng Wu-šuang

Následující pár nastoupil z pozice náhradníka:
- Peangtarn Plipuečová /  Sün Fang-jing

### Odhlášení
před zahájením turnaje
- Monica Niculescuová

## Přehled finále

### Ženská dvouhra
- Rebecca Petersonová vs.  Jelena Rybakinová, 6–2, 6–0

### Ženská čtyřhra
- Wang Sin-jü /  Ču Lin vs.  Pcheng Šuaj /  Čang Šuaj, 6–2, 7–6(7–5)